# Choroba Alzheimera
Choroba Alzheimera (łac. morbus Alzheimer, ang. Alzheimer’s disease, w skrócie AD) – najczęstsza postać otępienia, nieuleczalna i postępująca choroba neurodegeneracyjna, prowadząca do śmierci pacjenta. Opisał ją po raz pierwszy niemiecki neuropatolog Alois Alzheimer w 1906 i od jego nazwiska pochodzi jej nazwa. Najczęściej spotyka się ją u osób po 65. roku życia, lecz pojawia się również wcześniej. W 2006 na świecie cierpiało na nią około 26,6 miliona chorych. Przewiduje się, że w 2050 dotknie ona jedną na 85 osób.
Chociaż choroba przebiega inaczej u każdego pacjenta, występuje wiele często spotykanych objawów. Wczesne symptomy często są błędnie wiązane z wiekiem lub ze stresem. We wczesnych stadiach najczęstszym objawem jest trudność w przypominaniu sobie niedawnych zdarzeń. W przypadku podejrzenia diagnoza stawiana jest dzięki testom oceniającym zachowanie i zdolności kognitywne, a następnie często jest wykonywane neuroobrazowanie, o ile istnieje taka możliwość. Z postępem choroby pojawić się mogą takie objawy, jak splątanie, drażliwość, agresja, wahania nastroju, trudności językowe, utrata pamięci długotrwałej. Chorzy wyłączają się w końcu z życia rodzinnego i społecznego. Stopniowo tracone są funkcje życiowe, co prowadzi do śmierci. Choroba u każdego pacjenta przebiega odmiennie, wobec czego prognozowanie w przypadku konkretnej osoby napotyka trudności. Nim choroba ujawni się w pełni, przebiega skrycie przez nieznany i zmienny okres, potrafi postępować bez rozpoznania przez lata. Średnia długość życia po postawieniu diagnozy wynosi 7 lat, mniej niż 3% chorych przeżywa ponad 14 lat.
Przyczyny i postęp choroby Alzheimera wciąż są słabo poznane. Badania wskazują, że wiąże się ona z plakami i splątkami neurofibrylarnymi (ang. tangle) w mózgu. Obecnie możliwe jest jedynie leczenie objawowe. Nieznana jest terapia zatrzymująca lub odwracająca postęp choroby. Według stanu na 2012 w ponad 1000 badań klinicznych próbowano znaleźć sposoby leczenia AD, nie wiadomo jednak, czy którakolwiek z badanych metod zadziała. Ćwiczenia umysłowe, fizyczne i zrównoważona dieta są sugerowanymi sposobami na opóźnienie momentu ewentualnego powstania problemów z funkcjami poznawczymi (ale nie patologii mózgu) u zdrowych starszych osób, nie ma jednak dowodu potwierdzającego taki efekt.
Z uwagi na nieuleczalność i wyniszczający charakter choroby cierpiący na nią wymagają pomocy otoczenia. Rolę głównego opiekuna obejmuje zazwyczaj małżonek lub bliski krewny. AD związana jest z wielkim ciężarem nakładanym na opiekunów, obejmującym wiele płaszczyzn: społeczną, psychologiczną, fizyczną i ekonomiczną. W krajach rozwiniętych choroba należy do najbardziej kosztownych dla społeczeństwa.

## Charakterystyka
Przebieg choroby podzielono na 4 etapy o postępujących wzorcach uszkodzeń poznawczych i funkcjonalnych.

### Predemencja
Pierwsze objawy często mylnie przypisuje się starzeniu lub stresowi fizjologicznemu (inaczej biologicznemu lub somatycznemu). Szczegółowe testy neuropsychologiczne mogą ujawnić łagodne zaburzenia sfery poznawczej do ośmiu lat przed spełnieniem przez pacjenta klinicznych kryteriów pozwalających na postawienie diagnozy AD. Te wczesne objawy mogą dotyczyć najbardziej złożonych czynności codziennych. Najbardziej widoczny jest ubytek pamięci w postaci trudności z przypominaniem sobie niedawno zapamiętanych faktów i niemożność zapamiętywania nowych informacji.
Subtelne zaburzenia funkcji wykonawczych, na przykład uwagi, zdolności planowania, elastyczności poznawczej, myślenia abstrakcyjnego, lub uszkodzenie pamięci semantycznej (obejmującej znaczenia i powiązania między pojęciami) również mogą być symptomatyczne we wczesnych stadiach AD. Często obserwuje się wtedy apatię, pozostającą najbardziej uporczywym objawem neuropsychiatrycznym w przebiegu choroby. Przedkliniczny okres AD nazywa się także fazą łagodnych zaburzeń poznawczych (MCI – Mild Cognitive Impairment), aczkolwiek cały czas trwa dyskusja, czy ten termin określa pierwszy etap choroby, czy też osobne rozpoznanie diagnostyczne. Dla AD charakterystyczna jest postać amnestyczna MCI, w której dominują zaburzenia pamięci. Choroba ta może się też rozwinąć z MCI z nieznacznie zaburzonymi wieloma funkcjami poznawczymi, ta postać MCI może także przejść w otępienie naczyniopochodne, a inne postacie MCI w otępienie czołowo-skroniowe, otępienie z ciałami Lewy’ego lub otępienie w chorobie Parkinsona.

### Wczesny etap
Narastające pogorszenie zdolności uczenia się i pamięci prowadzi do ostatecznej diagnozy u pacjentów cierpiących na chorobę Alzheimera. W małym odsetku trudności językowe, związane z funkcjami wykonawczymi, percepcją (agnozja) czy wykonywaniem ruchów (apraksja) wydają się odgrywać większą rolę niż zaburzenia pamięci. AD nie niszczy w jednakowym stopniu wszystkich rodzajów pamięci. Pamięć długotrwała (epizodyczna), semantyczna i proceduralna są w mniejszym stopniu objęte chorobą niż zapamiętywanie nowych faktów oraz przywołanie niedawnych wspomnień.
Problemy językowe wynikają głównie z zubożenia słownictwa i spadającej fluencji słownej, co prowadzi do zubożenia języka mówionego i pisanego. Na tym etapie pacjent zazwyczaj jest zdolny do adekwatnego komunikowania podstawowych myśli. Podczas wykonywania czynności wymagających ruchów precyzyjnych (pisanie, rysowanie, ubieranie się) może wystąpić apraksja w postaci trudności w koordynacji i planowaniu pewnych ruchów; zazwyczaj jest ona niezauważana. Pacjenci często mogą próbować samodzielnie wykonywać liczne czynności, potrzebują jednak pomocy lub nadzoru w czynnościach wymagających sprawnych funkcji kognitywnych.

### Etap umiarkowany
Postęp choroby w końcu uniemożliwia samodzielność. Chorzy nie są w stanie wykonać najczęstszych codziennych czynności. Trudności językowe stają się wyraźne z powodu niemożliwości nazywania (anomia). Skutkuje to częstymi nieprawidłowymi zamianami słów (parafazja). Umiejętności czytania i pisania są także progresywnie tracone. Złożone sekwencje ruchowe stają się mniej skoordynowane wraz z postępem choroby, wzrasta więc też ryzyko upadków. Na tym etapie pogarszają się problemy z pamięcią, chory może mieć trudności z rozpoznawaniem bliskich krewnych. Pamięć długotrwała, wcześniej nietknięta, ulega uszkodzeniu.
Pojawiają się zmiany behawioralne i neuropsychiatryczne. Częstą manifestację stanowi błądzenie, złość i labilność afektu, co prowadzi do płaczu, wybuchów agresji i oporu stawianego opiekunom. Występuje również sundowning (objawy ulegają zaostrzeniu w godzinach popołudniowych i wieczornych). Średnio 30% ludzi cierpiących na chorobę Alzheimera rozwija urojeniowy syndrom błędnej identyfikacji i inne objawy urojeniowe. Tracą oni również wgląd na rozwój choroby i związane z tym ograniczenia (anosognozja). Może rozwinąć się nietrzymanie moczu. Objawy te prowadzą do stresu obejmującego krewnych czy innych opiekunów. Może go zredukować przeniesienie chorego spod opieki domowej do odpowiedniej placówki.

### Etap zaawansowany
W końcowym okresie choroby Alzheimera pacjent wykazuje całkowitą zależność od opiekunów. Jego język ulega redukcji do kilku fraz czy nawet kilku pojedynczych słów, w końcu może to doprowadzić do całkowitej utraty zdolności mowy. Pomimo utraty werbalnych umiejętności lingwistycznych chorzy mogą często rozumieć i odpowiadać na sygnały emocjonalne. W końcu nie są oni w stanie wykonać samodzielnie nawet najprostszego zadania bez pomocy. Masa mięśniowa i mobilność zmniejszają się, przykuwając pacjenta do łóżka, następuje utrata zdolności do samodzielnego jedzenia. Choroba prowadzi do śmierci pacjenta, która następuje zazwyczaj na skutek czynników zewnętrznych, jak infekcja odleżyn czy zapalenie płuc.

## Przyczyny
Przyczyna choroby Alzheimera pozostaje zasadniczo nieznana, pomijając od 1 do 5% przypadków, w których zidentyfikowano odmienności genetyczne.
Przyczynę próbuje wyjaśnić kilka konkurencyjnych hipotez.

### Hipoteza cholinergiczna
Najstarsza jest hipoteza cholinergiczna, na której bazują dostępne obecnie sposoby farmakoterapii. Proponuje ona, że za AD stoi zmniejszona synteza neuroprzekaźnika acetylocholiny. Hipoteza ta nie ma mocnego oparcia, bowiem leki mające za zadanie ingerować w niedobór acetylocholiny nie okazały się zbyt skuteczne. Zaproponowano też inne czynniki związane z układem cholinergicznym, jak inicjacja wielkoskalowej agregacji amyloidu, prowadząca do uogólnionego zapalenia tkanki nerwowej.

### Hipoteza amyloidowa
W 1991 pojawiła się hipoteza amyloidowa głosząca, że fundamentalną rolę w patogenezie choroby odgrywają depozyty β-amyloidu. Postulat ten wspiera fakt położenia genu APP (ang. amyloid precursor protein, prekursorowe białko amyloidu) na chromosomie 21. Informacja ta wiąże się z prawie pewnym rozwinięciem AD przez 40 pierwszych lat życia u osób z zespołem Downa spowodowanym trisomią chromosomu 21. Poza tym specyficzna izoforma apolipoproteiny, APOE4, należy do głównych genetycznych czynników ryzyka AD. Apolipoproteina zwiększa rozpad β-amyloidu, jednakże niektóre jej formy, jak APOE4 właśnie, nieefektywnie spełniają to zadanie. W efekcie w mózgu gromadzi się nadmiar amyloidu. Dalsze argumenty pochodzą z badań nad transgenicznymi myszami, u których wywołano ekspresję zmutowanej ludzkiej formy genu APP. Gryzonie te wytwarzały włókienkowate plaki amyloidowe i przypominającą spotykaną w chorobie Alzheimera patologię mózgu z deficytami uczenia przestrzennego.
Stworzono eksperymentalną szczepionkę mającą usuwać płytki amyloidowe, przeprowadzono badania pierwszej fazy na ludziach, nie przyniosły one jednakże znacznego efektu w zwalczaniu demencji. Przywiodło to badaczy do podejrzeń, że nietworzące płytek oligomery βA stanowią pierwotną patogenną formę amyloidu. Te toksyczne oligomery, nazywane także ADDLs (ang. amyloid-derived diffusible ligands, ligandy będące pochodnymi Aβ), wiążą powierzchniowe receptory neuronów i zmieniają strukturę synaps, zaburzając w ten sposób komunikację neuronalną.
Jeden z receptorów dla oligomerów βA może stanowić białko prionowe, które wiąże się także z chorobą szalonych krów, czyli gąbczastą encefalopatią bydła, jak również z ludzką chorobą Creutzfeldta-Jakoba, przez co mechanizm prowadzący do neurodegeneracji w tym chorobach wiąże się ze spotykanym w chorobie Alzheimera.
W 2009 hipotezę uaktualniono, sugerując, że bliski krewny białka Aβ, a niekoniecznie ono samo, może stanowić winowajcę. Wedle tego poglądu opierający się na amyloidzie mechanizm redukujący połączenia neuronalne w mózgu w fazie szybkiego wzrostu na początku życia osobniczego może zostać aktywowany przez związane ze starzeniem się procesy w starszym wieku, co prowadzi do charakterystycznego dla AD zamierania neuronów. N-APP, N-końcowy fragment APP, sąsiaduje z β-amyloidem; uwalnia go z cząsteczki APP ten sam enzym. N-APP aktywuje szlak samodestrukcji przez przyłączenie do neuronalnego receptora zwanego DR6 (ang. death receptor 6, receptor śmierci 6, zwany też TNFRSF21). DR6 cechuje się wysoką ekspresją w regionach mózgu człowieka najbardziej obejmowanych przez chorobę, możliwe więc, że szlak N-APP/DR6 może prowadzić do uszkodzeń w starzejącym się mózgu. W tym modelu plaki beta-amyloidowe odgrywają uzupełniającą rolę, upośledzając funkcję synaps.
Niska skuteczność terapii zorientowanych na powstrzymanie odkładania się β-amyloidu w połączeniu ze znaczną niekiedy obecnością tego białka w zdrowych mózgach mogą sugerować, że hipoteza amyloidowa jest błędna.

### Hipoteza tau
Hipoteza tau zakłada, że nieprawidłowości białka tau rozpoczynają chorobowy łańcuch zdarzeń. W tym modelu hiperfosforylowane nici białka τ zaczynają łączyć się ze sobą. W końcu tworzą splątki neurofibrylarne (tangle) wewnątrz ciał neuronów. Powoduje to dezintegrację mikrotubuli, niszcząc system transportu neuronalnego. Skutkuje to wpierw upośledzeniem funkcjonowania komunikacji biochemicznej pomiędzy neuronami a później śmiercią komórek.

### Zanieczyszczenie powietrza
Od pierwszej dekady XXI wieku opublikowano bardzo wiele prac naukowych wiążących zanieczyszczenia środowiska z zaburzeniami funkcji poznawczych. Najbardziej powszechna postać choroby, LOAD (Late Onset Alzheimer’s Disease), jest obecnie wiązana w 40–65% z czynnikami środowiskowymi, wśród których kluczowe jest zanieczyszczenie środowiska.
Jedną z pierwszych poszlak wiążących jakość powietrza ze zmianami w mózgu były badania bezpańskich psów w Meksyku – najbardziej zanieczyszczonego miasta na świecie według ONZ – przeprowadzone na początku pierwszej dekady XXI wieku. Wykryto u nich zmiany patologiczne przypominające te typowe dla choroby Alzheimera. Badania u ludzi z lat 2004–2008 roku potwierdziły, że „wdychanie zanieczyszczonego powietrza powinno być uznane za czynnik ryzyka”.
W kolejnych latach podobne wnioski wysnuto z badań przeprowadzonych w Wielkiej Brytanii, Szwecji, na Tajwanie, i USA. W tych ostatnich badaniach objęły 60 milionów ludzi w wieku powyżej 65 lat, tj. prawie 97% populacji USA w tym przedziale wiekowym. Wszystkie te badania wskazują na silną korelację wczesnych zmiany neurodegeneracyjnych w mózgu z zanieczyszczeniami powietrza. Zmiany te odnajdywane są u ludzi w każdym wieku, nawet u niemowląt.
Za największa zagrożenie uznano cząstki pyłu zawieszonego PM2,5, tak jak o średnicy mniejszej od 2,5 mikrometra. Wiadomo już w sposób niepodważalny, że tak małe cząstki przenikają z płuc do układu krwionośnego, a potem, pokonując barierę krew-mózg, do mózgu. Mogą też dostawać się bezpośrednio do opuszki węchowej poprzez nos i nerw węchowy. U osób narażonych na regularny kontakt z zanieczyszczeniami częściej diagnozowano demencję. Zależność była szczególnie silna między cząstkami PM2,5 a chorobą Alzheimera.
Badanie związku przyczynowo-skutkowego nastręcza jednak pewnych problemów. Ze względów etycznych nie można zbudować ochotniczej grupy kontrolnej, która miałaby celowo wdychać zanieczyszczone powietrze. Brak jest centralnych rejestrów pacjentów, co umożliwiłoby badanie dużych kohort pacjentów. W niektórych miejscach świata jakość powietrza jest tak zła, że ludzie wcześniej umierają na choroby serca niż objawi się u nich choroba Alzheimera. Trudno jest też określić szkodliwość konkretnych cząstek pyłu zawieszonego.
Badania na zwierzętach (myszach, szczurach) jednoznacznie wskazują, że im większa jest koncentracja pyłów w powietrzu, tym większe uszkodzenia mózgu powstają. Metale ciężkie w powietrzu w ciągu paru miesięcy potrafią przeniknąć do mózgu szczurów, gdzie, możliwe, że aktywują geny odpowiedzialne za zmiany nowotworowe i neurodegeneracyjne.
Zmiany inicjowane przez toksyny z zanieczyszczonego powietrza zachodzą zgodnie ze znanymi już mechanizmami rozwoju choroby Alzheimera. Zarówno u zwierząt, jak i ludzi, zanieczyszczenia powodują wydzielanie cytokin z komórek mikrogleju, odpowiedzialnych za odpowiedź zapalną. Przewlekła odpowiedź zapalna może prowadzić do obumierania komórek nerwowych

### Inne hipotezy
Wirus opryszczki pospolitej typu 1 również podejrzewano o odgrywanie roli w powodowaniu choroby u ludzi o podatnych izoformach genu apolipoproteiny E.
Jeszcze inna hipoteza utrzymuje, że choroba Alzheimera może powodować związany z wiekiem rozpad mieliny w mózgu. Zaproponowano wydzielane podczas rozpadu mieliny żelazo jako przyczynę dalszych uszkodzeń. Homeostatyczna naprawa mieliny przyczynia się do rozwoju depozytów białkowych, takich jak beta-amyloid czy tau. Stwierdzono, że w powstawaniu blaszek amyloidowych odgrywają rolę metale przejściowe żelazo, miedź i cynk.
Stres oksydacyjny i zaburzenia homeostazy metabolizmu metali mogą grać ważną rolę w tworzeniu się patologii.
Chorzy z chorobą Alzheimera wykazują siedemdziesięcioprocentowy ubytek komórek miejsca sinawego wytwarzającego neuroprzekaźnik noradrenalinę, która dyfunduje lokalnie wśród neuronów, gleju i naczyń krwionośnych kory nowej i hipokampa jako endogenny czynnik przeciwzapalny. Wykazano, że noradrenalina stymuluje mikroglej mysi do supresji indukowanej β-amyloidem produkcji cytokin i fagozytozy βA. Sugeruje to, że degeneracja miejsca sinawego może odpowiadać za zwiększone odkładanie βA w mózgach chorych.
Stwierdzono znamiennie wyższe poziomy aktywacji komórek mikrogleju u osób z chorobą Alzheimera i otępieniem czołowo-skroniowym.

## Patofizjologia

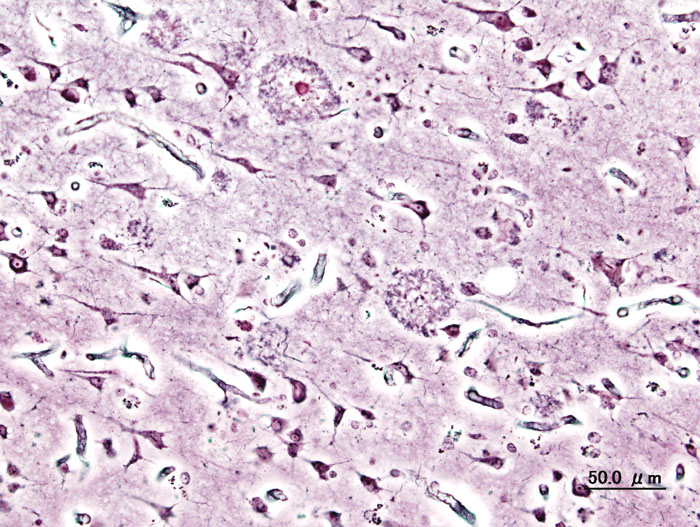
Obraz histopatologiczny płytek starczych w korze mózgu chorego na AD w impregnacji srebrem

### Neuropatologia
Choroba Alzheimera charakteryzuje się utratą neuronów i synaps kory mózgu i pewnych regionów podkorowych. Skutkuje to zanikiem w zajętych obszarach z degeneracją w płatach skroniowych i ciemieniowych, jak też w części płatów czołowych i zakrętach obręczy. Badania z użyciem MRI i PET udokumentowały redukcję rozmiarów specyficznych obszarów mózgu chorych na AD, gdy przechodzili oni z etapu łagodnych zaburzeń poznawczych do choroby Alzheimera, w porównaniu ze zdrowymi ludźmi w podeszłym wieku.
Płytki starcze i splątki neurofibrylarne dobrze widać pod mikroskopem w mózgach dotkniętych chorobą Alzheimera. Płytki tworzą gęste, w większości nierozpuszczalne złogi peptydów beta-amyloidowych i materiału komórkowego na zewnątrz komórek, wokół neuronów. Splątki neurofibrylarne to agregaty białek tau związanych z mikrotubulami, ulegających hiperfosforylacji, odkładających się w obrębie komórek. Chociaż niektórzy ludzie w starszym wieku wykształcają pewną ilość płytek i splątków w konsekwencji starzenia się, mózgi ludzi z chorobą Alzheimera cechują się większą ich liczbą w określonych rejonach mózgu, jak płat skroniowy. W mózgach cierpiących na chorobę Alzheimera nierzadkie są również ciała Lewy’ego.

### Biochemia

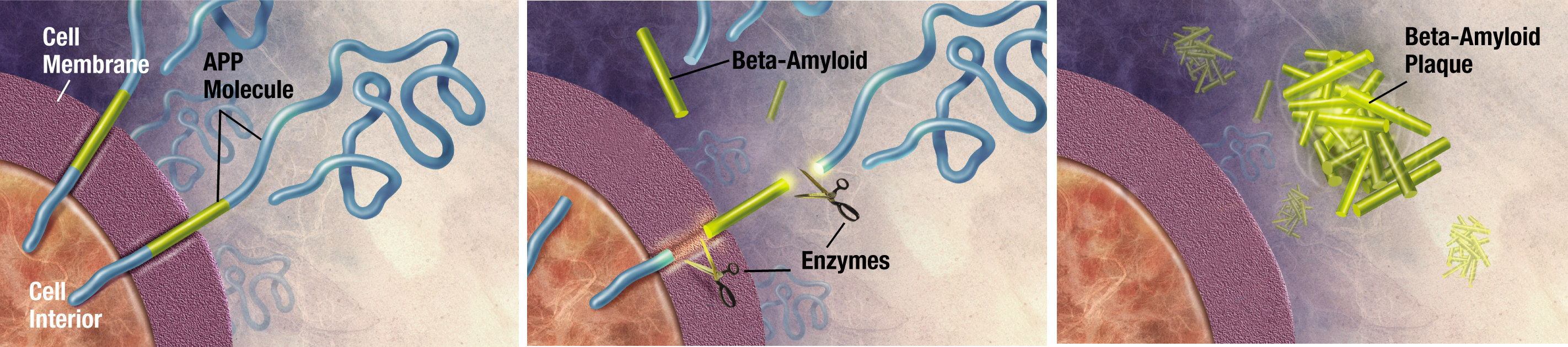
Enzymy działają na prekursorowe białko amyloidu, tnąc je na fragmenty beta-amyloidowe, z których formują się płytki starcze, typowe dla obrazu mikroskopowego choroby Alzheimera

Chorobę Alzheimera zaliczono do chorób spowodowanych nieprawidłowościami białkowymi, dokładniej nieprawidłowym fałdowaniem łańcucha białkowego. Powoduje ją bowiem akumulacja nieprawidłowo sfałdowanego białka amyloidu beta i tau w mózgu. Płytki składają się z niewielkich peptydów liczących od 39 do 43 reszt aminokwasowych, nazywanych Aβ (amyloid beta). Stanowią one fragmenty większych białek zwanych APP (prekursorowe białko amyloidu). APP to białko przezbłonowe, penetrujące aksolemmę. Białko to pełni krytyczną rolę we wzroście neuronu, jego przeżyciu, jak i naprawie po uszkodzeniu. W chorobie Alzheimera nieznany bliżej proces powoduje podział APP na mniejsze fragmenty przez enzymy (proteoliza). Jeden z powstałych tak fragmentów daje początek włóknom amyloidowym tworzącym skupiska odkładające się na zewnątrz neuronów w gęstych tworach zwanych płytkami starczymi

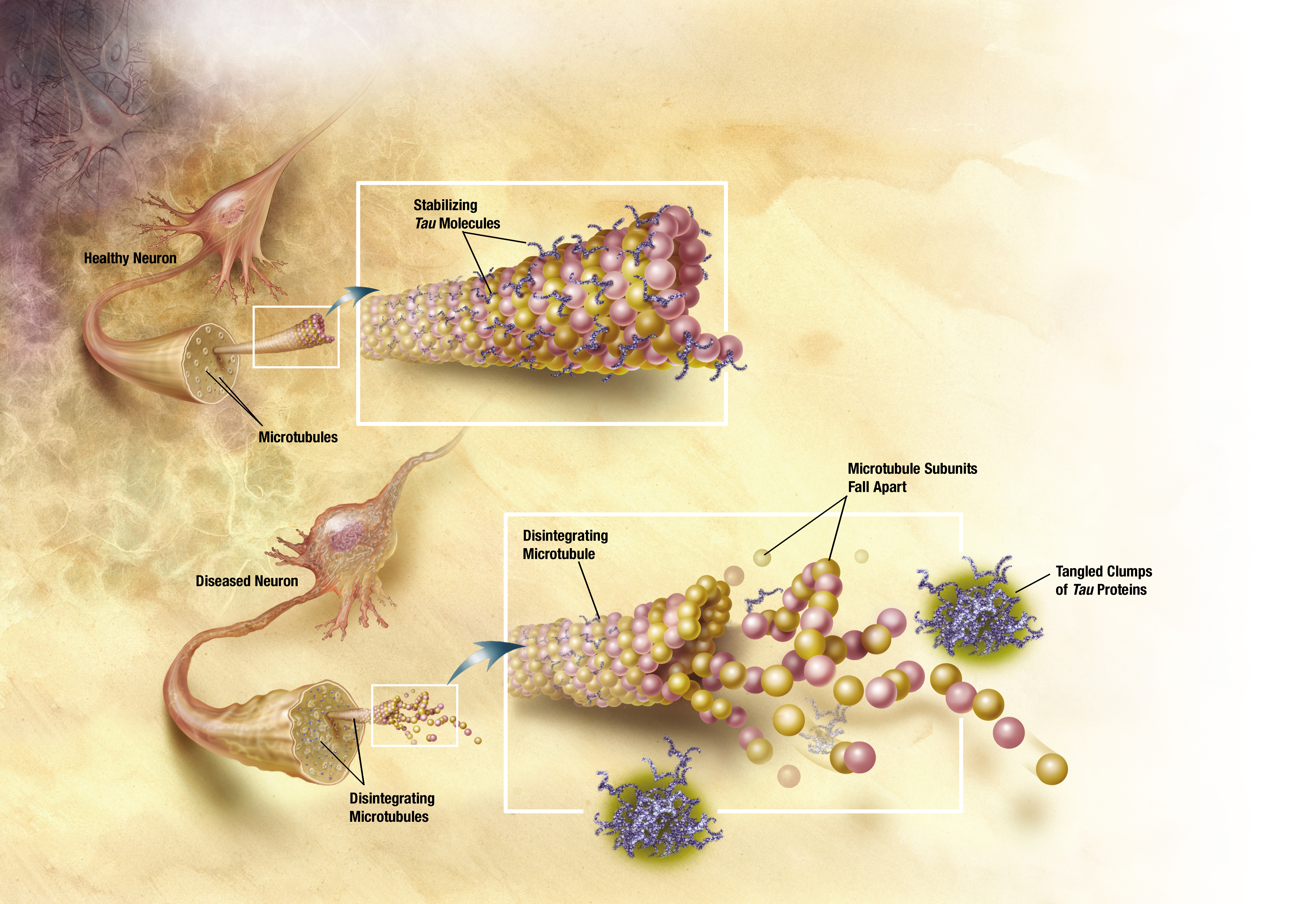
W chorobie Alzheimera zmiany białka tau prowadzą do dezintegracji mikrotubuli neuronów mózgu

Chorobę Alzheimera uznaje się również za tauopatię z powodu nieprawidłowej agregacji białka tau. Każdy neuron posiada cytoszkielet, wewnętrzne rusztowanie komórki tworzone częściowo przez mikrotubule. Uczestniczą one w transporcie substancji, w tym substancji odżywczych, z perykarionu wzdłuż aksonu do jego końca i w kierunku odwrotnym. Białko tau stabilizuje mikrotubule, gdy ulegnie fosforylacji, tworząc wtedy białko związane z mikrotubulami (MAP, od ang. microtubule-associated protein). W chorobie Alzheimera rzeczone białko przechodzi modyfikacje chemiczne, podlega hiperfosforylacji. Zyskuje wtedy zdolność łączenia się z innymi łańcuchami, tworząc splątki neurofibrylarne i dezintegrując układ transportujący w neuronie.

### Mechanizm choroby
Nie wiadomo dokładnie, jak zaburzenia tworzenia i agregacja amyloidowych peptydów dają początek patologii. Hipoteza amyloidowa tradycyjnie skupia się na akumulacji peptydów betaamyloidowych jako kluczowym elemencie spustowym dla degeneracji neuronów. Akumulacja zagregowanych włókien amyloidowych uważanych za toksyczną formę białek odpowiedzialnych za rozkojarzenie homeostazy wapniowej indukuje apoptozę, czyli programowaną śmierć komórki Wiadomo też, że βA selektywnie tworzy się w mitochondriach komórek mózgów dotkniętych AD, potrafiąc hamować funkcje pewnych enzymów i zużycie glukozy przez neurony.
Różne procesy zapalne i cytokiny mogą również grać rolę w patologii choroby Alzheimera. Zapalenie uważa się za marker uszkodzenia tkanek oraz odpowiedzi immunologicznej.
Zmiany w dystrybucji różnych czynników neurotropowych i w ekspresji receptorów również opisano w AD. Wymienia się tutaj BDNF (brain derived neurotrophic factor).

### Genetyka
Olbrzymią większość przypadków AD stanowią zachorowania sporadyczne. Oznacza to brak wpływów czynników dziedzicznych, wynikających z genów. Jednakże niektóre warianty genetyczne mogą stanowić czynniki ryzyka. Z drugiej bowiem strony około 1 promila przypadków AD stanowią formy rodzinne, dziedziczące się autosomalnie dominująco. Choroba rozpoczyna się w takim wypadku zazwyczaj przed 65. rokiem życia. Mówi się tutaj o chorobie Alzheimera o wczesnym początku.
Większość rodzinnych, dziedziczonych autosomalnie dominująco otępień w chorobie Alzheimera przypisuje się mutacjom trzech genów: prekursorowego białka amyloidu (APP) oraz presenilin 1 i 2. Większość mutacji w genach APP czy presenilin zwiększa wytwarzanie małego białka zwanego βA42, stanowiącego główny składnik płytek starczych. Niektóre mutacje po prostu zmieniają stosunek pomiędzy βA42 i innymi formami, jak βA40, nie zwiększając poziomu βA42. Sugeruje to, że mutacje preseniliny mogą powodować chorobę nawet wtedy, gdy zmniejszają całkowitą ilość produkowanego βA. Może to wskazywać na inne funkcje preseniliny lub też rolę zmian w funkcjonowaniu APP lub jego fragmentów innych niż βA.
Większość przypadków choroby Alzheimera nie wykazuje jednak dziedziczenia autosomalnego dominującego. Określa się je mianem sporadycznych. Niemniej odmienności genetyczne mogą grać w nich rolę czynników ryzyka. Najlepiej poznany genetyczny czynnik ryzyka to allel ε4 genu kodującego apolipoproteinę E (APOE). Pomiędzy 40 i 80% chorych na chorobę Alzheimera posiada co najmniej jeden allel APOEε4. Allel ten zwiększa ryzyko choroby trzykrotnie w przypadku heterozygot, a piętnastokrotnie u homozygot. Jednakże efekt ten nie jest jedynie funkcją genów. Przykładowo niektóre populacje nigeryjskie nie wykazują powiązań pomiędzy obecnością czy ilością APOEε4 i występowaniem czy czasem ujawnienia się choroby. Genetycy zgadzają się, że liczne inne geny również wpływają na rozwój choroby Alzheimera o późnym początku, grając rolę czynników ryzyka lub wykazując działanie ochronne, jednak rezultaty takie, jak w przypadku badań z Nigerii, jak również niecałkowita penetracja wszystkich genów-czynników ryzyka sporadycznej AD wskazują na znaczną rolę czynników środowiskowych. Ponad 400 genów zostało przebadanych pod kątem związku ze sporadyczną chorobą Alzheimera o późnym początku, w większości bez rezultatu.
Mutacje w genie TREM2 powiązano z 3–5 razy wyższym ryzykiem rozwoju choroby Alzheimera. Ma on działanie przeciwzapalne.

## Diagnoza

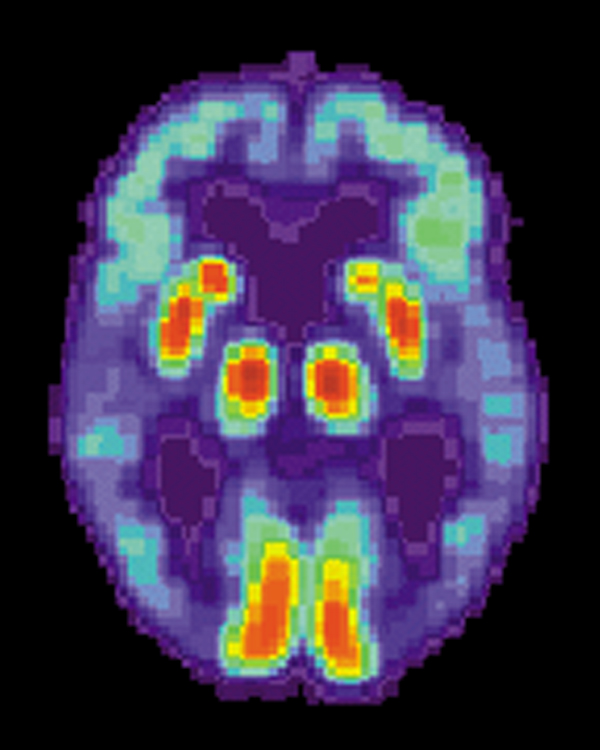
Skan PET mózgu osoby cierpiącej na AD, widoczna utrata funkcji w płacie skroniowym

AD diagnozuje się zazwyczaj klinicznie na podstawie medycznej historii pacjenta, uzupełnionej wywiadem rodzinnym i obserwacjami klinicznymi, bazując na obecności charakterystycznych cech neurologicznych i neuropsychologicznych oraz przeprowadzeniu rozpoznania różnicowego (diagnoza z wykluczenia). Zaawansowane metody obrazowania, jak tomografia komputerowa (CT) czy magnetyczny rezonans jądrowy (MRI), a nawet pozytonowa tomografia emisyjna (PET) i tomografia emisyjna pojedynczego fotonu (SPECT), stanowią narzędzie pomocne w wykluczeniu innych patologii mózgowych lub innych typów otępień. Co więcej, mogą one posłużyć do przewidzenia przejścia z etapów prodromalnych, jak łagodne zaburzenia poznawcze, do choroby.
Ocena funkcji intelektualnych, w tym testy pamięci, mogą na dalszym etapie scharakteryzować stan chorego. Organizacje medyczne stworzyły kryteria diagnostyczne mające za zadanie ułatwić i wystandaryzować proces diagnostyczny lekarzom. Diagnozę można potwierdzić z dużym stopniem pewności badaniem pośmiertnym. Wymaga ono dostępnego materiału z mózgu zmarłego. Podlega on wtedy badaniu histopatologicznemu.
W maju 2025 roku, Agencja Żywności i Leków zatwierdziła Lumipulse jako pierwszy test krwi diagnozujący obecność betaamyloidu.  Test ten ma pomagać we wczesnym wykrywaniu AD.

### Kryteria
National Institute of Neurological and Communicative Disorders and Stroke (NINCDS) i Alzheimer's Disease and Related Disorders Association (ADRDA, obecnie Alzheimer's Association) sporządziły używane najpowszechniej w diagnostyce choroby Alzheimera NINCDS-ADRDA Alzheimer's Criteria w 1984, unowocześniane w szerokim zakresie do 2007. Kryteria te wymagają obecności upośledzenia poznawczego i podejrzenia zespołu demencji potwierdzonych przez badania neuropsychologiczne dla postawienia rozpoznania prawdopodobnej choroby Alzheimera. Potwierdzenie histopatologiczne obejmuje badanie mikroskopowe tkanek mózgu, jest konieczne dla postawienia ostatecznej diagnozy choroby Alzheimera. Wykazano dobre rzetelność i trafność pomiędzy kryteriami diagnostycznymi i ostatecznym rozpoznaniem histopatologicznym. Uszkodzeniu ulega najczęściej 8 domen kognitywnych: pamięć, język, percepcja, uwaga, zdolności konstruktywne, orientacja, rozwiązywanie problemów i zdolności funkcjonalne. Domeny te są równoważne kryteriom NINCDS-ADRDA, wymienia je DSM-IV (Diagnostic and Statistical Manual of Mental Disorders), stworzony przez American Psychiatric Association.

### Techniki

Neuropsychologiczny test przesiewowy może być przydatny w postawieniu diagnozy AD. W testach badanemu poleca się skopiować rysunek podobny do pokazanego wyżej, zapamiętywać słowa, czytać, odejmować seryjnie liczby

Testy neuropsychologiczne, jak MMSE, są szeroko używane do ewaluacji uszkodzeń zdolności kognitywnych, potrzebnych do postawienia rozpoznania. Bardziej wyczerpujące arkusze testowe wymagane są dla uzyskania wyników bardziej wiarygodnych, zwłaszcza na wcześniejszych etapach choroby. Badanie neurologiczne we wczesnej AD zazwyczaj nie wykazuje odchyleń poza oczywistym pogorszeniem funkcji kognitywnych, mogą one nie różnić się od zaburzeń wywołanych innymi procesami chorobowymi, w tym innymi typami demencji.
W diagnostyce różnicowej kluczowe są badania neurologiczne. Wywiady z członkami rodziny również okazują się pomocne w ocenie choroby. Opiekunowie mogą dostarczyć ważnych informacji o zdolności chorego do wykonywania czynności codziennych, jak również pogarszaniu się funkcji umysłowych w miarę upływu czasu. Punkt widzenia opiekuna jest bardzo ważny, bowiem pacjent często nie zdaje sobie sprawy z własnych deficytów (anosognozja). Wielokrotnie rodzina również ma trudności z wykryciem początkowych objawów i nie komunikuje lekarzowi dokładnych informacji.
Inny nowy obiektywny marker choroby stanowi analiza płynu mózgowo-rdzeniowego pod kątem obecności amyloidu β i białka τ, zarówno stężenia całkowitego, jak i postaci fosforylowanej tau181P. Wykrycie wymienionych białek za pomocą punkcji lędźwiowej pozwala przewidzieć wykrycie choroby Alzheimera z czułością pomiędzy 94% a 100%. Użycie tej metody wespół z neuroobrazowaniem umożliwia lekarzom identyfikację ludzi ze znacznymi ubytkami pamięci, którzy dopiero rozwijają chorobę. Testy badające płyn mózgowo-rdzeniowy są na świecie dostępne komercyjnie, w przeciwieństwie do najnowszych metod neuroobrazowania. Chorobę Alzheimera zdiagnozowano u ⅛ ludzi bez objawów w badaniu z 2010. Oznacza to, że choroba postępuje, zanim pojawią się objawy.
Uzupełniające testy dostarczają dodatkowych informacji na temat pewnych cech choroby, mogą też wykluczyć inne rozpoznania. Badanie krwi identyfikuje inne, niealzheimerowskie przyczyny otępień. Niektóre z nich mogą być odwracalne, choć zdarza się to rzadko. Często określa się funkcję tarczycy, oznacza się poziom witaminy B12, wyklucza kiłę i zaburzenia metaboliczne (przeprowadzając badania pracy nerek, oznaczając stężenia elektrolitów, wykluczając cukrzycę), oznacza się obecność metali ciężkich (ołowiu, rtęci), diagnozuje niedokrwistość, wyklucza się majaczenie.
Przeprowadza się też badania psychiatryczne w kierunku depresji, ponieważ depresja może pojawiać się równolegle z chorobą Alzheimera, może stanowić wczesny sygnał uszkodzenia funkcji kognitywnych czy nawet ich przyczynę.
Poznawcze potencjały wywołane pozwalają na ocenę procesów poznawczych u człowieka, zaś wartość latencji i amplitudy fali P300 może być miernikiem nasilenia procesów otępiennych.

#### Obrazowanie
Jeśli są dostępne, metody neuroobrazowania za pomocą SPECT i PET mogą zostać użyte do potwierdzenia diagnozy choroby Alzheimera w połączeniu z oceną stanu umysłowego. U osoby już wykazującej otępienie SPECT wydaje się mieć przewagę w różnicowaniu choroby Alzheimera i innych możliwych przyczyn nad zwyczajowym postępowaniem z użyciem testów umysłowych i analizą historii choroby. Korzyści te doprowadziły do propozycji nowych kryteriów diagnostycznych.
Nowa technika znana jako PiB PET została stworzona w celu dokładnego i czytelnego obrazowania złogów betaamyloidowych in vivo z użyciem znacznika wiążącego się selektywnie z depozytami amyloidu β. PiB-PET wiąże się z użyciem izotopu 11C. Niedawne badania podają, że PiB-PET cechuje się dokładnością 86% w predykcji AD u ludzi z MDI w okresie dwóch lat, a w 92% wyklucza rozwój choroby Alzheimera.
PiB PET wymaga jeszcze badań, choć podobna metoda zastosowania PET z użyciem radiofarmaceutyku zwana florbetapir, nuklidu o dłuższym okresie zaniku 18F, została przetestowana jako narzędzie diagnostyczne i FDA wyraziła zgodę na takie użycie. Florbetapir, jak PiB, wiąże się z amyloidem β, jednakże używa wymienionego izotopu 18 fluoru o czasie połowicznego zaniku 110 minut, podczas gdy PiB stosuje radionuklid o okresie półtrwania 20 minut. Wong et al. podali, że dłuższy okres połowicznego rozpadu pozwala znacznikowi znacznie lepiej zakumulować się w mózgach cierpiących na chorobę Alzheimera, zwłaszcza w obszarach związanych z odkładaniem się depozytów betaamyloidowych.
Jeden z przeglądów przewiduje, że obrazowanie amyloidu prawdopodobnie wejdzie do użycia w połączeniu z innymi markerami, nie jako ich rozłączna alternatywa.
Magnetyczny rezonans jądrowy wolumetryczny może wykryć zmiany objętości obszarów mózgu. Pomiary objętych zanikiem obszarów mózgów chorych na chorobę Alzheimera podczas progresji choroby może stać się w przyszłości wskaźnikiem diagnostycznym. Pociąga za sobą mniejsze koszty, niż inne badane obecnie metody.

#### Inne biomarkery
Badania opublikowane w 2009 wykazały, że pacjenci z chorobą Alzheimera cechują się zmniejszonym poziomem glutaminianu (Glu), a także zmniejszonymi wartościami stosunków glutaminian/kreatyna (Cr), glutaminian/mioinozytol (mI), glutaminian/N-acetyloasparaginian (NAA) oraz NAA/Cr w porównaniu z ludźmi zdrowymi. Zarówno obniżona wartość NAA/Cr i obniżona zawartość glutaminianu w hipokampie mogą stanowić wczesne wskaźniki AD.
Wczesne eksperymenty na modelach mysich również mogły zidentyfikować markery choroby. Jednakże ich stosowalność nie została poznana.
Niewielkie badanie na ludziach z 2011 wykazało, że monitorowanie zmian poziomu dehydroepiandrosteronu (DHEA) we krwi w odpowiedzi na stres oksydacyjny może stanowić użyteczny test: pacjenci z MCI nie wykazują zmienności DHEA, w przeciwieństwie do zdrowych ludzi z grupy kontrolnej.
Opracowano mapę drogową badań klinicznch biomarkerów w AD stosując zasady podobne do badania biomarkerów w chorobach nowotworowych. Prioritety badawcze obejmują wartości biomarkerów dla wczesnego wykrywania choroby, opracowanie algorytmów diagnostycznych i rozwój zaleceń klicznych dla stosowania biomarkerów w praktyce klinicznej.

## Prewencja

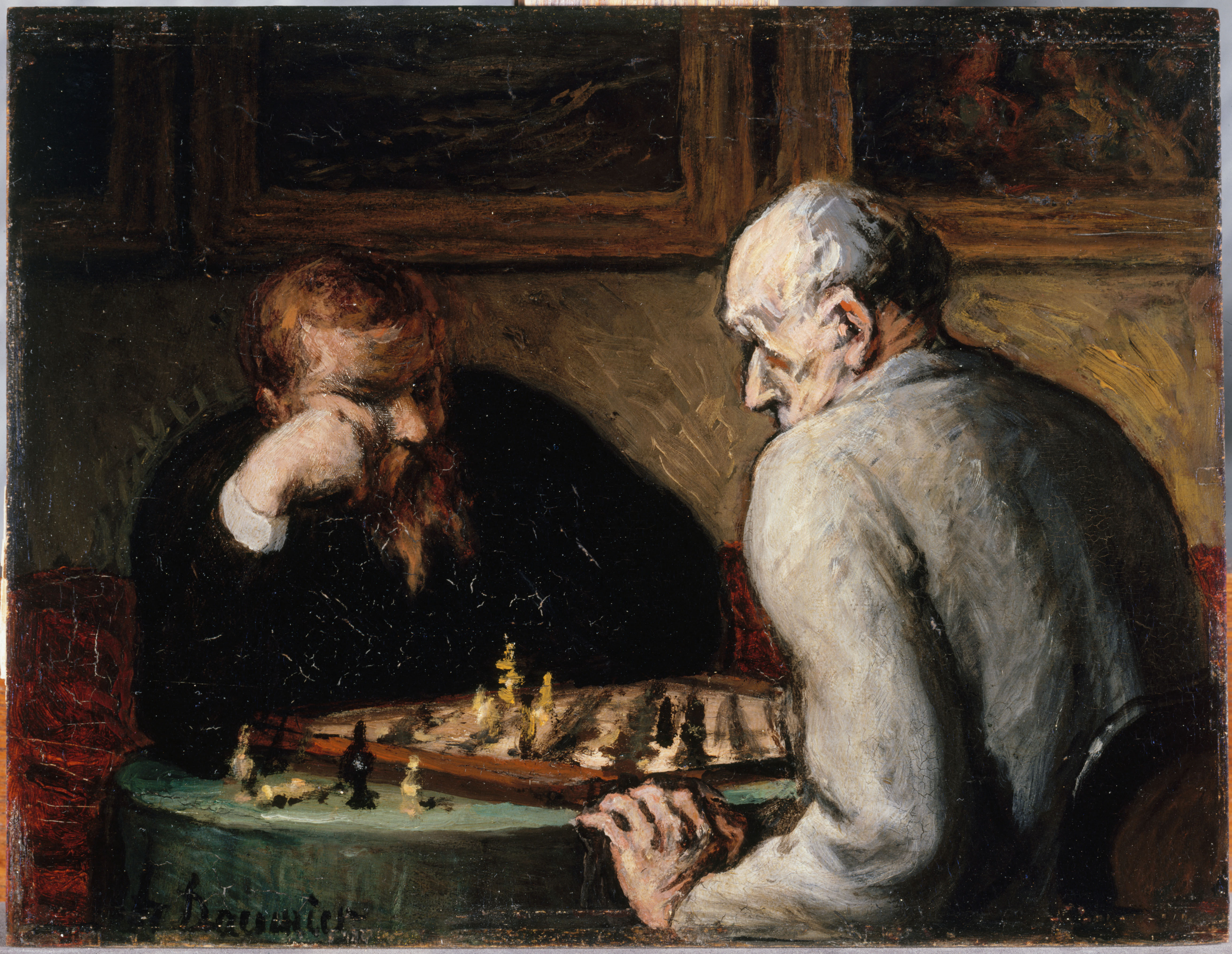
Aktywność intelektualna, jak choćby szachy, czy regularne interakcje społeczne wiążą się z redukcją ryzyka AD, co wynika z badań epidemiologicznych. Nie znaleziono dotychczas zależności przyczynowo-skutkowej.

Nie istnieje dowód, by jakiekolwiek szczególne działania były efektywne w prewencji choroby Alzheimera. Badania globalne działań zmierzających do opóźnienia pojawienia się choroby Alzheimera dostarczyły sprzecznych rezultatów. Badania epidemiologiczne wykazują jednakże związek pomiędzy pewnymi czynnikami modyfikowalnymi, jak między innymi dieta, ryzyko sercowo-naczyniowe, farmaceutyki, aktywność intelektualna i ryzykiem populacyjnym rozwinięcia choroby Alzheimera. Jednakże dopiero przyszłe badania, w tym badania kliniczne, mogą rozstrzygnąć, czy te czynniki mogą ustrzec przed chorobą Alzheimera.
Choć czynniki ryzyka sercowo-naczyniowego, jak hipercholesterolemia, nadciśnienie, cukrzyca i palenie, wiążą się z wyższym ryzykiem rozwinięcia się i przebiegu AD, statyny, leki obniżające poziom cholesterolu, nie okazały się efektywne w prewencji lub poprawie przebiegu choroby. Składniki diety śródziemnomorskiej, obejmującej owoce, warzywa, chleb, pszenicę i inne zboża, oliwę z oliwek, ryby, wino czerwone, mogą indywidualnie lub wspólnie obniżać ryzyko i wpływać na przebieg choroby. Jako mechanizm tego działania zaproponowano pozytywny wpływ diety na układ sercowo-naczyniowy. Istnieją ograniczone argumenty za tym, że umiarkowane spożycie alkoholu, szczególnie czerwonego wina, wiąże się z mniejszym ryzykiem choroby Alzheimera.
Badania przeglądowe na temat stosowania witamin nie podają wystarczających dowodów na skuteczność, by rekomendować stosowanie witaminy C, E czy kwasu foliowego z lub bez witaminy B12 jako prewencji czy leczenia choroby. Dodatkowo witamina E wiąże się z poważnym ryzykiem zdrowotnym. Badania z użyciem kwasu foliowego i innych witamin z grupy B nie wykazały żadnego istotnego związku z ubytkiem zdolności poznawczych.
Długofalowe używanie niesteroidowych leków przeciwzapalnych wiąże się ze zmniejszonym prawdopodobieństwem rozwinięcia choroby Alzheimera. Ludzkie badania pośmiertne, modele zwierzęce i eksperymenty in vitro także wspierają tezę, że NLPZ mogą redukować zapalenie związane z płytkami amyloidowymi. Badania oceniające ich zastosowanie w leczeniu paliatywnym nie dały pozytywnych rezultatów, natomiast eksperymentów dotyczących ich użycia w prewencji nie ukończono. Kurkumina z pikantnego ostryżu długiego w curry wykazała pewną efektywność w prewencji uszkodzenia mózgu w modelu mysim z powodu swych właściwości przeciwzapalnych. Hormonalna terapia zastępcza przestała być uznawana za zapobiegającą otępieniu, a w niektórych przypadkach może być nawet z nim związana. Nie ma zgody ani przekonującego dowodu na pozytywny efekt miłorzębu w uszkodzeniu funkcji poznawczych i demencji. Niedawne badanie stwierdza brak efektu redukcji częstości choroby Alzheimera. Dwudziestojednoletnie badanie wykazało, że pijący od 3 do 5 filiżanek kawy dziennie wykazywali o 65% mniejsze ryzyko demencji.
Ludzie angażujący się w aktywność intelektualną, jak czytanie, gry planszowe, krzyżówki, gra na instrumentach muzycznych czy regularne kontakty społeczne, wykazują zmniejszone ryzyko choroby Alzheimera. Zgadza się to z teorią rezerwy kognitywnej, wedle której pewne doświadczenia życiowe skutkują bardziej sprawnym funkcjonowaniem sieci neuronalnej, co zapewnia jednostce rezerwę kognitywną opóźniającą początek manifestowania się demencji. Edukacja opóźnia początek choroby, nie wiążąc się z wcześniejszą śmiercią po diagnozie. Aktywność psychiczna również wiąże się ze zredukowanym ryzykiem choroby Alzheimera.
Dwa badania wykazały, że medyczne użycie marihuany może być efektywne w hamowaniu postępu choroby Alzheimera. Składnik aktywny marihuany, tetrahydrokannabinol (THC), może zapobiegać tworzeniu w mózgu depozytów związanych z chorobą. Odkryto, że THC może hamować aktywność acetylocholinoesterazy bardziej efektywnie niż dostępne komercyjnie leki. Jeden przegląd badań klinicznych pokazał brak dowodów na efektywność kannabinoidów w poprawie zaburzeń zachowania lub w leczeniu innych objawów choroby Alzheimera lub demencji. Padł wniosek, że potrzeba jeszcze randomizowanych podwójnie zaślepionych kontrolowanych placebo badań klinicznych, by ustalić, czy kannabinoidy są efektywne klinicznie w terapii tej choroby. Przegląd z 2012 z Philosophical Transactions of a Royal Society B zasugerował, że aktywacja układu kannabinoidowego może pobudzać antyoksydanty w mózgu, usuwając uszkodzone komórki i polepszając wydajność mitochondriów. Przegląd podaje, że kannabinoidy mogą spowalniać pogorszenie funkcji kognitywnych.
Pewne badania wykazały zwiększone ryzyko rozwinięcia choroby Alzheimera w przypadku pewnych środowiskowych czynników ryzyka, jak podaż metali, zwłaszcza glinu, czy też ekspozycja na rozpuszczalniki. Jakość niektórych z tych badań zakwestionowano, a inne podawały brak związku pomiędzy tymi czynnikami środowiskowymi a rozwinięciem się AD.
Istnieją opinie, że pole elektromagnetyczne o skrajnie niskiej częstotliwości może zwiększać ryzyko choroby, jednakże hipoteza taka wymaga dalszych badań laboratoryjnych i epidemiologicznych. Palenie stanowi ważny czynnik ryzyka choroby Alzheimera. Ogólnoustrojowe markery wrodzonego układu immunologicznego stanowią czynniki ryzyka choroby o późnym początku.

## Leczenie
Nie można wyleczyć choroby Alzheimera. Dostępne leczenie oferuje jedynie niewielką redukcję objawów, pozostaje w zasadzie leczeniem paliatywnym. Obecne leczenie można podzielić na leczenie farmakoterapeutyczne, psychospołeczne i opiekę.

### Farmakoterapia

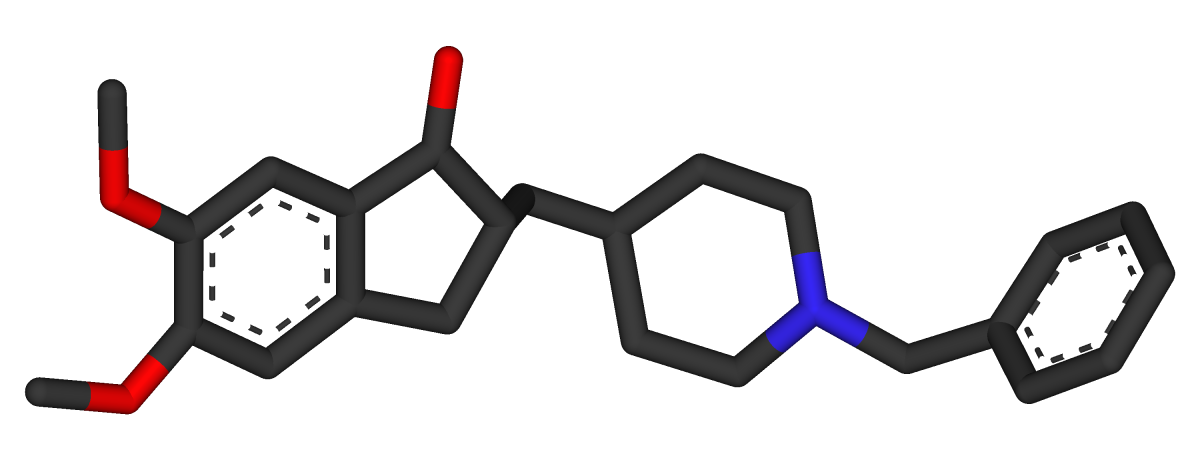
Trójwymiarowy model cząsteczki donepezilu, inhibitora acetylocholinoesterazy używanego w leczeniu objawów AD

Struktura cząsteczki memantyny, leku stosowanego na zaawansowane objawy AS

Farmakoterapia kognitywnych manifestacji choroby Alzheimera obejmuje obecnie pięć leków. Cztery z nich stanowią inhibitory acetylocholinoesterazy (takryna, rywastygmina, donepezil i galantamina). Ostatni z nich, memantyna, to antagonista receptora NMDA. Żaden lek nie opóźnia ani nie zatrzymuje progresji choroby.
Redukcja aktywności neuronów cholinergicznych stanowi dobrze poznaną cechę AD. Inhibitory acetylocholinoesterazy zmniejszają tempo rozkładu acetylocholiny (ACh), w związku z czym podnoszą stężenia tego neuroprzekaźnika w mózgu i przeciwdziałają utracie ACh spowodowanej śmiercią neuronów cholinergicznych. Inhibitory cholinesterazy zarejestrowane dla leczenia objawów AD to donepezil (sprzedawany pod nazwą handlową Aricept), galantamina (Razadyne) i rywastigmina (Exelon). Nie ma dowodów na skuteczność tych leków w łagodnej i umiarkowanej chorobie Alzheimera, istnieją pewne przesłanki za stosowaniem ich w zaawansowanym etapie choroby. Jednak tylko donepezil został zarejestrowany do użycia w zaawansowanej demencji spowodowanej chorobą Alzheimera. Używanie tych środków w łagodnych zaburzeniach poznawczych nie odniosło żadnego efektu w postaci opóźnienia początku AD. Najczęstsze objawy niepożądane to nudności i wymioty, spowodowane nadmiarem przekaźników cholinergicznych. Objawy uboczne pojawiają się średnio u 10–20% pacjentów, osiągają stopień łagodny lub umiarkowany. Mniej częste efekty uboczne obejmują kurcze mięśniowe, bradykardię, spadek apetytu, ubytek masy ciała, zwiększoną produkcję kwaśnego soku żołądkowego.
Kwas glutaminowy stanowi użyteczny neuroprzekaźnik pobudzający w układzie nerwowym, aczkolwiek jego nadmiar w mózgu może prowadzić do śmierci komórek w procesie ekscytotoksyczności, polegającym na nadmiernej stymulacji receptorów glutaminianowych. Ekscytotoksyczność notuje się nie tylko w chorobie Alzheimera, ale także w innych schorzeniach neurologicznych, jak choroba Parkinsona czy stwardnienie rozsiane. Memantyna (nazwa handlowa Akatinol) to niekompetencyjny antagonista receptora NMDA, użyty pierwotnie jako specyfik przeciwko grypie. Oddziałuje na układ glutaminianergiczny poprzez blokadę receptorów NMDA i inhibicję ich nadmiernej stymulacji przez glutaminian. Pokazano, że memantyna wykazuje umiarkowaną skuteczność w leczeniu umiarkowanej i ciężkiej choroby Alzheimera. Jej efekty w początkowych stadiach choroby pozostają nieznane. Odnotowane efekty uboczne memantyny nie zdarzają się często. Zaliczają się doń halucynacje, splątanie, zawroty głowy, ból głowy i uczucie zmęczenia. Kombinacja memantyny i donepezilu wydaje się cechować istotną statystycznie, ale marginalną klinicznie efektywnością
Leki przeciwpsychotyczne rzadko są używane w celu redukcji agresji i psychozy w chorobie Alzheimera z zaburzeniami behawioralnymi. Wiążą się jednak z poważnymi efektami ubocznymi, jak powikłania mózgowonaczyniowe, objawy pozapiramidowe czy spadek zdolności poznawczych. Nie używa się ich rutynowo. Używane długoterminowo, wiążą się ze zwiększoną śmiertelnością.
Hupercyna A, choć obiecująca, wymaga dalszych badań, nim będzie można zalecić jej użycie.

### Oddziaływania psychospołeczne

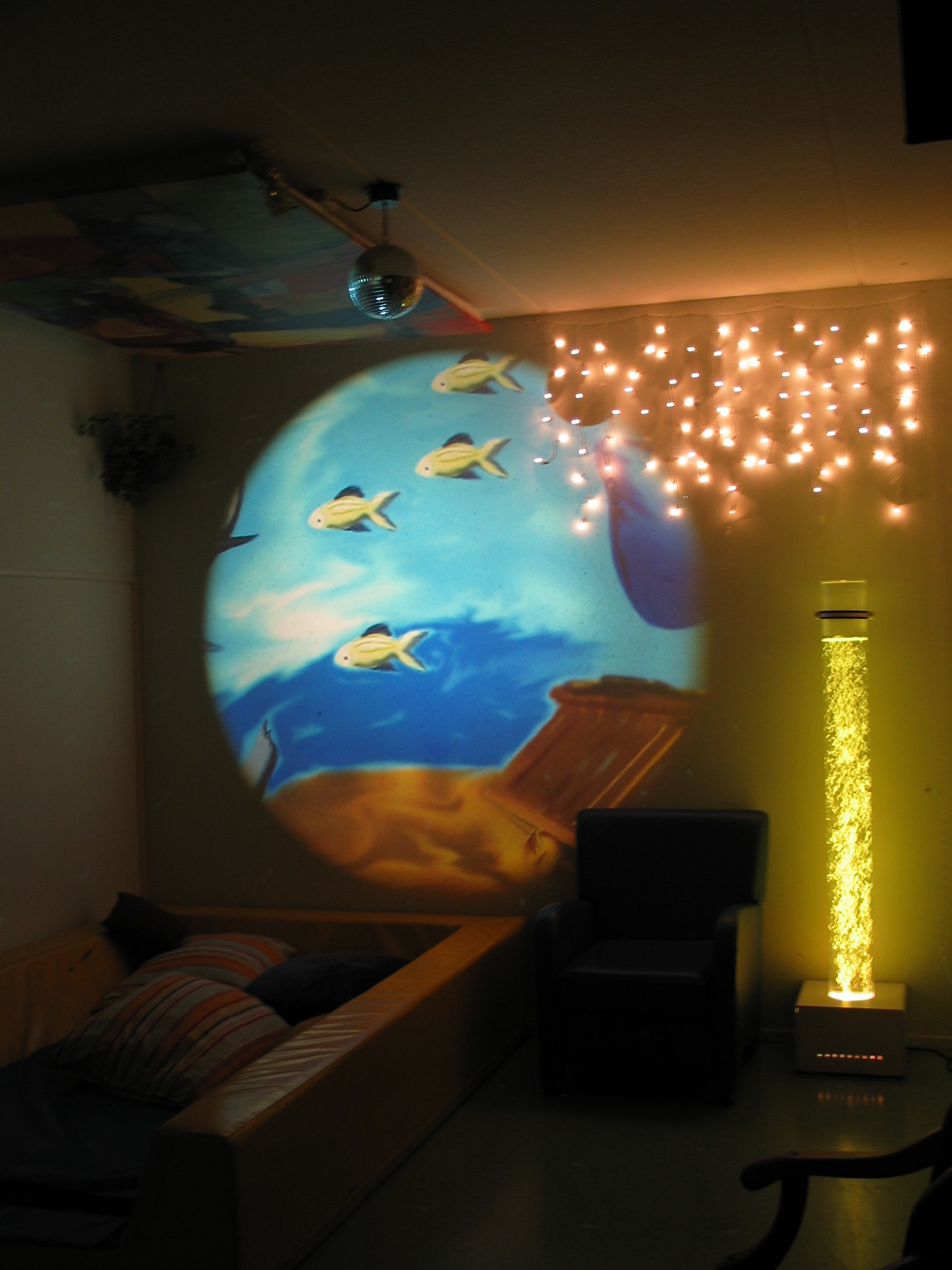
Pokój stworzony specjalnie dla terapii sensory integration zwany snoezelen; należy do psychospołecznych oddziaływań na pacjentów z demencją

Oddziaływania psychospołeczne stosuje się dodatkowo poza leczeniem farmakologicznym. Wymienia się wśród nich podejścia nakierowane na zachowanie, emocje, zdolności poznawcze lub stymulację. Jednakże metody te nie posiadają badań potwierdzających ich skuteczność. Badania nad skutecznością poszczególnych terapii rzadko dotyczą wyłącznie choroby Alzheimera – zwykle obejmują różne postacie demencji.
Interwencje behawioralne starają się zidentyfikować i zmniejszyć wyznaczniki i konsekwencje zaburzeń behawioralnych. To podejście nie wykazało sukcesów w poprawie ogólnego funkcjonowania, ale może pomóc w redukcji pewnych specyficznych problemów behawioralnych, jak nietrzymanie moczu. Brakuje wiarygodnych danych potwierdzających efektywności tych technik w przypadku innych problemów, takich jak bezcelowe wędrowanie (ang. wandering).
Interwencje ukierunkowane na emocje obejmują terapię reminiscencyjną (terapia wspomnieniowa), terapię walidacyjną, psychoterapię wspierającą, terapię integracji sensorycznej, terapię Snoezelen, terapię obecności symulowanej. Jest niewiele dowodów naukowych na skuteczność wsparcia psychoterapeutycznego, jednak wielu lekarzy uważa, że pomaga ono chorym z łagodnymi zaburzeniami przystosować się do choroby. Terapia reminiscencyjna polega na omówieniu dotychczasowych doświadczeń indywidualnie lub w grupie, często przy pomocy fotografii, artykułów gospodarstwa domowego, muzyki i nagrań dźwiękowych lub innych dobrze znanych przedmiotów z przeszłości. Chociaż istnieje niewiele badań o wysokiej jakości dotyczących skuteczności tej terapii, to może być ona korzystna dla funkcji poznawczych i nastroju.
Terapia obecności symulowanej jest oparta na teorii przywiązania, obejmuje odtwarzanie nagrania z głosami najbliższych krewnych pacjenta. Istnieją przesłanki wskazujące, że ta metoda może zmniejszyć trudne zachowania chorych. Terapia walidacyjna opiera się na akceptacji rzeczywistości oraz subiektywnej prawdy doświadczeń życiowych, podczas gdy terapia integracji sensorycznej jest oparta na ćwiczeniach mających na celu stymulowanie zmysłów. Jest mało dowodów na przydatność tej terapii.
Celem interwencji zorientowanych na funkcje poznawcze, które obejmują terapię orientacji rzeczywistości i rehabilitacje neurosensoryczną, jest zmniejszenie deficytu poznawczego. Terapia orientacji rzeczywistości obejmuje prezentacje informacji o czasie, miejscu i chorym w celu ułatwienia zrozumienia przez pacjenta jego otoczenia i jego miejscu w nim. Rehabilitacja neurosensoryczna usiłuje polepszyć obniżoną zdolność do pobudzenia możliwości umysłowych. Obie metody wykazały pewną skuteczność w poprawie zdolności poznawczych, choć w niektórych badaniach efekty te były przemijające, odnotowywano również negatywne efekty, takie jak frustracja.
Interwencje zorientowane na stymulacje obejmują terapię sztuką, muzykoterapię, zooterapię, fizjoterapię i innego rodzaju zajęcia rekreacyjne. Terapia ma pewien wpływ na poprawę nastroju, zachowania, w mniejszym stopniu poprawia funkcjonowanie. Niemniej jednak równie ważna jest zmiana nawyków pacjenta.

### Opieka nad chorymi
Choroba Alzheimera jest nieuleczalna i stopniowo upośledza zdolność do samodzielnej egzystencji, dlatego opieka nad chorymi zasadniczo jest formą leczenia, powinna być więc ostrożnie stosowana na różnych etapach choroby.
Na wczesnym i umiarkowanym etapie choroby poprzez odpowiednie zmiany w otoczeniu chorego oraz jego stylu życia można zwiększyć poczucie bezpieczeństwa chorych i zmniejszyć obciążenia pacjentów. Przykładem takich zmian może być stosowanie uproszczonych procedur medycznych, stosowanie zamków zabezpieczających, etykietowanie artykułów gospodarstwa domowego, aby wskazać zastosowanie przedmiotów codziennego użytku. Pacjenci mogą być niezdolni do samodzielnego spożywania pokarmów, dlatego mogą oni wymagać podawania jedzenia w postaci drobnych kawałków lub przetartego.
W przypadku wystąpienia dysfagii może być konieczne zastosowanie zgłębnika. W tej sytuacji zarówno medyczna skuteczność, jak i wymiar etyczny są ważnymi aspektami dla opiekunów i rodziny chorego. Unieruchomienie jest rzadko konieczne, choć zdarzają się sytuacje, że jest ono niezbędne, aby zapobiec szkodom wyrządzonym samemu pacjentowi lub jego opiekunom.
W miarę postępu choroby mogą pojawić się różne problemy medyczne, takie jak: choroby jamy ustnej i zębów, odleżyny, niedożywienie, problemy higieniczne, infekcje oddechowe, skórne lub oczne. Staranna opieka może zapobiegać tym powikłaniom, jednak gdy już wystąpią, konieczne jest specjalistyczne leczenie.
W ostatnich stadiach choroby leczenie koncentruje się na łagodzeniu dolegliwości. W małym badaniu w Stanach Zjednoczonych wykazano, że pacjenci, których opiekunowie rzeczywiście rozumieli powikłania i rokowania późnego stadium demencji, pod koniec życia mieli mniej powikłań oraz konieczności intensywnego leczenia.

### Zgłębniki
Istnieją dowody na to, że żywienie dojelitowe w zaawansowanej chorobie nie pomaga zwiększyć masy, poprawić funkcjonowania, zapobiegać aspiracyjnemu zapaleniu płuc ani poprawić jakości życia.

## Rokowanie
brak danych
     ≤ 50
     50–70
     70–90
     90–110
     110–130
     130–150
     150–170
     170–190
     190–210
     210–230
     230–250
     ≥ 250

DALY dla choroby Alzheimera i innych demencji na 100 000 mieszkańców (2004)
brak danych
≤ 50
50–70
70–90
90–110
110–130
130–150
150–170
170–190
190–210
210–230
230–250
≥ 250

Na wczesnych etapach chorobę Alzheimera trudno rozpoznać. Ostateczna diagnoza stawiana jest zazwyczaj, kiedy upośledzenie funkcji poznawczych dotyczy czynności dnia codziennego, chociaż chory może jeszcze żyć samodzielnie. Objawy rozwijają się z łagodnych zaburzeń poznawczych, jak zaniki pamięci, poprzez etapy zaburzeń poznawczych i innych, wykluczając możliwość samodzielnego funkcjonowania, zwłaszcza w późnych stadiach choroby.
Przewidywana długość życia chorych jest skrócona. Średnia długość życia po rozpoznaniu wynosi średnio 7 lat. Mniej niż 3% chorych żyje ponad 14 lat. Cechy choroby wykazujące silny związek ze zmniejszeniem przeżycia to zwiększone natężenie zaburzeń poznawczych, pogorszone funkcjonowanie, upadki w wywiadzie oraz nieprawidłowości w badaniu neurologicznym. Z krótszym przeżyciem wiążą się również choroby współistniejące: choroby serca, cukrzyca, alkoholizm. Im wcześniejszy początek choroby, tym dłużej ona trwa, jednak długość życia jest wtedy szczególnie skrócona w porównaniu z osobami zdrowymi. Rokowanie co do przeżycia u mężczyzn jest gorsze niż u kobiet.
Choroba stanowi główną przyczynę śmierci w 70% przypadków. Bezpośrednimi przyczynami zgonu są najczęściej zapalenie płuc i odwodnienie, podczas gdy osoby chore rzadziej niż cała populacja umierają na nowotwory.

## Epidemiologia
| Wiek  | Nowe przypadki na 1000 osobolat |
| ----- | ------------------------------- |
| 65–69 | 3                               |
| 70–74 | 6                               |
| 75–79 | 9                               |
| 80–84 | 23                              |
| 85–89 | 40                              |
| 90–   | 69                              |

Podłużne badanie kohortowe ustaliło współczynnik zapadalności na 10–15 na 1000 osobolat dla otępień w ogólności oraz na 5–8 dla AD. Oznacza to, że połowa nowo rozpoznawanych corocznie otępień powodowana jest przez chorobę Alzheimera. Najważniejszym czynnikiem ryzyka jest tutaj zaawansowany wiek. Na każde 5 lat po ukończeniu wieku lat 65 ryzyko zachorowania ulega podwojeniu, wzrastając od 3 do aż 69 na 1000 osobolat. Występują różnice płciowe w zapadalności. Kobiety prezentują wyższe ryzyko rozwinięcia AD szczególnie w populacji po ukończeniu 85 lat.
Chorobowość związana z AD zależy od różnych czynników, w tym zachorowalności i przeżywalności. Jako że zachorowalność na AD wzrasta z wiekiem, szczególnie ważne jest uwzględnienie średniego wieku rozpatrywanej populacji. W roku 2000 w Stanach Zjednoczonych chorobowość wynosiła szacunkowo 1,6% w całej populacji (4,5 mln osób z AD na 281,4 mln osób) oraz w grupie wiekowej 65–74 (0,3 mln na 18,4 mln), przy czym wzrastała do 19% w grupie 75–84 (2,4 mln na 12,4 mln) i do 42% w grupie powyżej 84 lat (1,8 mln na 4,2 mln). Chorobowość w regionach gorzej rozwiniętych jest mniejsza. Światowa Organizacja Zdrowia szacuje, że w 2005 0,379% ludzi na świecie cierpiało na otępienie, do 2015 wartość ta ma wzrosnąć do 0,441%, natomiast do 0,556% w 2030. Inne badania wykazały podobne wnioski. Inne badanie oszacowało, że w 2006 0,40% światowej populacji (zakres 0,17–0,89%; w liczbach bezwzględnych 26,6 miliona z zakresem 11,4–59,4 miliona) cierpiało na AD, chorobowość ma się potroić, a wartość bezwzględna wzrosnąć poczwórnie do 2050.

## Historia

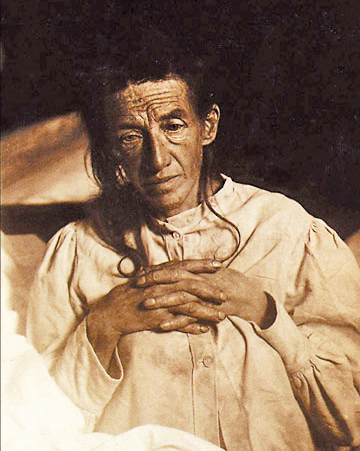
Pacjentka Aloisa Alzheimera Auguste Deter w 1902, pierwszy opisany przypadek uznany za chorobę Alzheimera

Filozofowie i lekarze starożytnych Grecji i Rzymu wiązali starszy wiek z narastaniem otępienia. Dopiero w 1901 niemiecki psychiatra Alois Alzheimer zidentyfikował pierwszy przypadek choroby nazwanej później jego nazwiskiem u pięćdziesięcioletniej kobiety, którą określał jako Auguste D. Zajmował się jej schorzeniem, nim zmarła w 1906, kiedy po raz pierwszy doniósł o tym. Podczas następnych 5 lat w literaturze medycznej opisano 11 podobnych przypadków, niekiedy używając terminu „choroba Alzheimera”. Jako odrębną chorobę opisał ją po raz pierwszy Emil Kraepelin po rezygnacji z pewnych objawów klinicznych (urojeń i omamów) i cech patologicznych (zmian arteriosklerotycznych) zawartych w oryginalnej pracy na temat Auguste D. Chorobę Alzheimera, zwaną także „otępieniem przedstarczym”, uznano za podtyp „otępienia starczego” w 8. wydaniu podręcznika psychiatrii Kraepelina.
Przez większość XX wieku diagnoza choroby Alzheimera dotyczyła jedynie osób pomiędzy wiekiem 45 a 65 lat, które rozwijały objawy otępienia. Terminologię zmieniono po 1977, kiedy na konferencji na temat choroby Alzheimera padł wniosek, że kliniczne i patologiczne manifestacje otępienia przedstarczego i starczego są prawie identyczne, choć autorzy dodali też, że nie wyklucza to możliwości, że mają one odrębne przyczyny. Doprowadziło to do możliwości postawienia diagnozy „choroba Alzheimera” niezależnie od wieku. Termin „demencja starcza typu alzheimerowskiego” (senile dementia of the Alzheimer type, SDAT) używany był długo dla opisania sytuacji osoby w wieku powyżej 65 lat, podczas gdy klasyczną chorobą Alzheimera określano to schorzenie u młodszych pacjentów. W końcu nazwę „choroba Alzheimera” formalnie zaadaptowano w nomenklaturze medycznej dla osób w każdym wieku o charakterystycznym częstym wzorcu objawów, przebiegu choroby i neuropatologii.

## Kwestie społeczne i kulturowe

### Koszty społeczne
Otępienie, a zwłaszcza choroba Alzheimera, może należeć do najkosztowniejszych chorób dla społeczności Europy i Stanów Zjednoczonych, podczas gdy jej koszty w innych państwach, jak Argentyna czy Korea Południowa, też są wysokie i nadal rosną. Prawdopodobnie powiększą się one wraz ze starzeniem się społeczeństwa, stając się ważnym problemem społecznym. Generowane przez AD koszty obejmują koszty bezpośrednie związane z medycyną, jak opieka pielęgniarska w domu, inne koszty bezpośrednie, jak codzienna opieka, oraz koszty niebezpośrednie, jak utrata produktywności pacjenta i jego opiekuna. Liczby zmieniają się pomiędzy badaniami, ale światowe koszty demencji ocenia się na około 160 miliardów dolarów, z czego koszty choroby w samym USA mogą wynosić 100 miliardów dolarów rocznie.
Najwięcej kosztów dla społeczeństwa generuje opieka długoterminowa przez pracowników służby zdrowia i szczególnie instytucjonalizacja, co odpowiada 2/3 całkowitych kosztów społecznych. Koszt życia w domu jest także bardzo wysoki, szczególnie gdy weźmie się pod uwagę koszty nieformalne ponoszone przez rodzinę, jak czas poświęcony przez opiekuna i jego utracone zarobki.
Koszty rosną wraz z ciężkością otępienia i pojawianiem się zaburzeń behawioralnych, wiążą się ze wzrastającym czasem, którego opiekun potrzebuje dla zapewnienia opieki fizycznej. W związku z tym każde leczenie opóźniające spadek zdolności poznawczych, odwlekające instytucjonalizację i redukujące godziny poświęcane przez opiekuna przyniesie korzyści ekonomiczne. Ewaluacje ekonomiczne współczesnych terapii pokazują ich pozytywne skutki.

### Opieka
Rolę głównego opiekuna przyjmuje zwykle partner bądź bliski krewny. Choroba znana jest ze znacznego obciążenia opiekuna pod względem społecznym, psychologicznym, fizycznym i ekonomicznym. Pacjenci i ich rodziny preferują taką opiekę. Opcja ta również opóźnia lub eliminuje zapotrzebowanie na bardziej profesjonalną i droższą opiekę. Niemniej dwie trzecie chorych pozostających pod opieką domową ma otępienia.
Opiekunowie wykazują wyższe wskaźniki zaburzeń psychicznych i fizycznych. Czynniki związane z większymi problemami psychospołecznymi głównych opiekunów obejmują posiadanie chorego w domu, pozostawanie z nim w związku, wymagające stany chorego, jak depresja, zaburzenia zachowania, halucynacje, problemy ze snem, zaburzenia chodzenia oraz izolację społeczną. Uwzględniając problemy ekonomiczne, opiekunowie rodzinni często rezygnują z pracy, poświęcając osobie z AD średnio 47 godzin tygodniowo, przy czym koszty opieki są dla nich wysokie. Koszty bezpośrednie i niebezpośrednie opieki nad pacjentem z AD wynoszą średnio pomiędzy 18 tys. a 77,5 tys. dolarów rocznie w Stanach Zjednoczonych, w zależności od badania.
Terapia poznawczo-behawioralna indywidualnie bądź grupowo wykazały swoją skuteczność w poprawie zdrowia psychicznego opiekunów.

### Znane przypadki

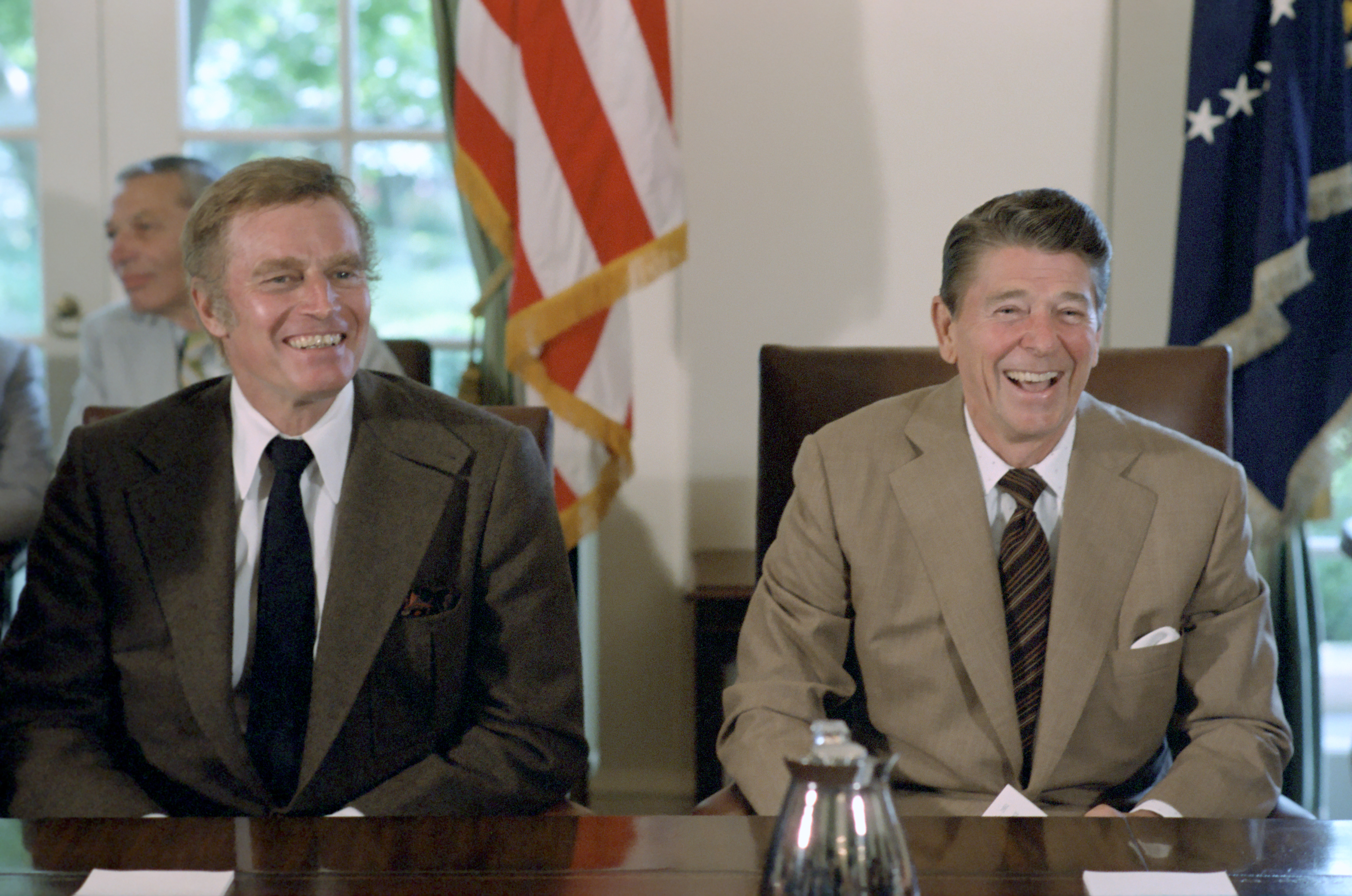
Charlton Heston i Ronald Reagan na spotkaniu w Białym Domu. U obu zdiagnozowano później chorobę Alzheimera

Choroba Alzheimera występuje bardzo często, rozwinęła się u wielu znanych osób. Wymienia się wśród nich zwłaszcza prezydenta Stanów Zjednoczonych Ronalda Reagana i irlandzką pisarkę Iris Murdoch. Oboje zostali opisani w artykułach naukowych opisujących, jak zdolności poznawcze pogarszały się wraz z postępem choroby. Inne przypadki to piłkarz Ferenc Puskás, premierzy Wielkiej Brytanii Harold Wilson i Hiszpanii Adolfo Suárez, aktorka Rita Hayworth, aktor Charlton Heston, pisarz Terry Pratchett, indyjski polityk George Fernandes i laureat Nagrody Nobla z 2009 z fizyki Charles K. Kao.
Chorych na chorobę Alzheimera sportretowano także w filmach takich jak: Iris (2001), bazującym na wspomnieniach Johna Bayleya o jego żonie Iris Murdoch, Pamiętnik (2004) na podstawie powieści Nicholasa Sparksa z 1996 o tym samym tytule, A Moment to Remember (2004), Thanmathra (2005), Memories of Tomorrow (Ashita no Kioku) (2006), na podstawie książki Hiroshiego Ogiwary o tym samym tytule, Daleko od niej (2006) na podstawie książki Alice Munro The Bear Came over the Mountain. Dokumenty na temat AD obejmują Malcolm and Barbara: A Love Story (1999) i Malcolm and Barbara: Love’s Farewell (2007), oba przedstawiające Malcolma Pointona.

## Kierunki badań
Wedle stanu na 2012 bezpieczeństwo i skuteczność ponad 400 farmakoterapii było badanych w 1012 badaniach klinicznych na całym świecie, średnio co czwarte z nich weszło do badań klinicznych III fazy, ostatniego etapu badań przed wprowadzeniem leku.
Jeden z obszarów badań klinicznych skupia się na patologii choroby. Redukcja ilości beta-amyloidu stanowi częsty cel badanych związków, wymienia się tu apomorfinę. Immunoterapia lub szczepienie przeciwko białku amyloidowemu stanowią jedną z możliwości poddawanych badaniu. W przeciwieństwie do prewencyjnych szczepień przypuszczalna terapia byłaby adresowana do osób z dopiero co rozpoznaną chorobą. Bazuje ona na koncepcie wyćwiczenia układu immnologicznego w rozpoznawaniu, atakowaniu i odwracaniu odkładania się złogów amyloidu, zmieniając przebieg choroby. Przykład takiej poddawanej badaniom szczepionki stanowi ACC-001, chociaż próby kliniczne zostały zawieszone w 2008. Inny podobny środek stanowi bapineuzumab, przeciwciało identyczne z naturalnym indukowanym beta-amyloidem. Inne próby obejmują środki neuroprotekcyjne, jak AL-108 i środki powodujące osłabienie interakcji z metaloproteinami, jak PBT2. Białko fuzyjne spełniające funkcję fałszywego receptora dla TNF-α, etanercept, doczekało się zachęcających wyników.
W 2008 dwa odrębne badania kliniczne dały pozytywne rezultaty w modyfikowaniu przebiegu choroby w łagodnym lub umiarkowanym AD. Użyto w nich chlorku metylotionimy, który hamuje agregację białka tau, i dimebonu, pełniącego rolę leku antyhistaminowego. Następcze badania kliniczne III fazy nie dały jednak pozytywnych efektów, zarówno w przypadku pierwotnych, jak i wtórnych punktów końcowych.
Wirus opryszczki pospolitej typu 1 gromadzi się razem z płytkami amyloidu. Zasugerowało to możliwość leczenia i prewencji AD lekami przeciwwirusowymi.
Wstępne badania efektów medytacji na temat odzyskiwania pamięci i funkcji poznawczych były zachęcające. Ograniczenia badania adresuje się do przyszłych badań i bardziej szczegółowych analiz.
Panel FDA w anonimowym głosowaniu zarekomendował akceptację florbetapiru, obecnie używanego w badaniach. Środek ten służy do wizualizacji płytek w mózgach cierpiących na AD, jednakże wymaga on dodatkowych badań klinicznych przed możliwym zastosowaniem komercyjnym.
31 grudnia 2012 badanie wspierane przez NASA doniosło, że załogowe loty kosmiczne mogą uszkadzać mózgi astronautów i przyśpieszać początek choroby Alzheimera.
W 2022 roku opublikowano rezultaty badań obserwacyjnych opartych na danych 1531 pacjentów (Framingham Offspring Cohort). Według tych badań poziom DHA w erytrocytach jest odwrotnie proporcjonalny do ryzyka wystąpienia AD. Osoby z grupy o najwyższym poziomie DHA (górne 20%) miały 49% mniejsze ryzyko wystąpienia AD niż osoby o najniższym poziomie (dolne 20%). Poziom DHA był też odwrotnie proporcjonalny do poziomu amyloidu. Badania te są zgodne z wcześniej opublikowaną meta-analizą z roku 2016. 
Badania z 2015 sugerują, że działanie DHA jest szczególnie wzmacniane u osób z wysokim poziomem witaminy B. Autorzy tej publikacji porównali dwie grupy pacjentów, gdzie połowa dostawała placebo, natomiast druga połowa dostawała 0,8 mg kwasu foliowego, 20 mg witaminy B-6 oraz 0,5 mg witaminy B-12.Po dwóch latach pacjenci z grupy dostającej witaminę B oraz mający wysokie stężenie kwasu ω-3 (>590 μmol/L) miały 40% mniejszą atrofię mózgu w porównaniu do grupy kontrolnej. Grupa pacjentów dostających witaminę B oraz mający niski poziom kwasu ω-3 (<390 μmol/L) nie miała statystycznie znaczących zmian w poziomie atrofii (w porównaniu do grupy kontrolnej).

## Klasyfikacja ICD10
| kod ICD10     | nazwa choroby                                        |
| ------------- | ---------------------------------------------------- |
| ICD-10: G30   | Choroba Alzheimera                                   |
| ICD-10: G30.0 | Choroba Alzheimera o wczesnym początku               |
| ICD-10: G30.1 | Choroba Alzheimera o późnym początku                 |
| ICD-10: G30.8 | Inne postacie choroby Alzheimera                     |
| ICD-10: G30.9 | Choroba Alzheimera nieokreślona                      |
| ICD-10: F00   | Otępienie w chorobie Alzheimera                      |
| ICD-10: F00.0 | Otępienie w chorobie Alzheimera o wczesnym początku  |
| ICD-10: F00.1 | Otępienie w chorobie Alzheimera o późnym początku    |
| ICD-10: F00.2 | Otępienie atypowe lub mieszane w chorobie Alzheimera |
| ICD-10: F00.9 | Otępienie w chorobie Alzheimera nieokreślone         |